# UGC 11415
UGC 11415 – galaktyka spiralna znajdująca się w konstelacji Smoka w odległości około 350 milionów lat świetlnych od Ziemi. Galaktyka ta oddziałuje grawitacyjnie z pobliską NGC 6786.